# 莱斯特·贝尔

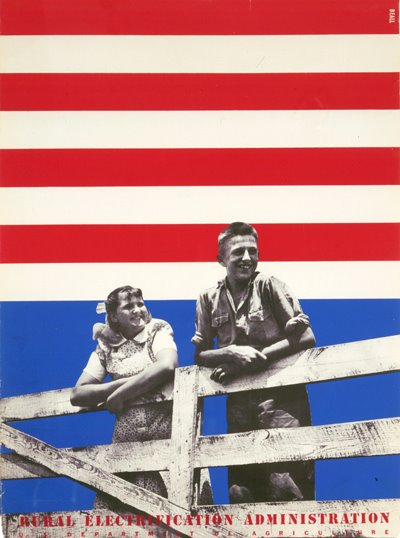
莱斯特·比尔为农村电气化管理局设计的宣传海报。这幅被公认为美国史上最伟大海报之一的作品，描绘了倚靠农场木栅栏、展露笑容眺望未来的乡村儿童形象。

莱斯特·比尔（Lester Beall，1903年－1969年）是美国平面设计师，现代主义平面设计运动在美国的主要倡导者。

## 生平
莱斯特·托马斯·比尔出生于密苏里州堪萨斯城，后随家人迁居密苏里州圣路易斯及伊利诺伊州芝加哥。比尔在芝加哥大学获得艺术史学位，并活跃于由阿莫斯·阿隆佐·斯塔格指导的校田径队。他还在芝加哥艺术学院进修课程。在芝加哥进行短期创作与专业实践后，比尔于1935年移居纽约，次年将工作室迁至康涅狄格州威尔顿。
根据美国平面设计协会（AIGA）的在线传记（作者R·罗杰·雷明顿）记载："1930至1940年代，比尔为芝加哥论坛报、斯特林雕刻公司、纽约艺术指导俱乐部、海勒姆·沃克、雅培制药及時代雜誌等客户创作了创新性作品。特别值得关注的是他为克劳威尔出版公司旗下《柯里尔杂志》设计的作品，以及为美国政府农村电气化管理局创作的杰出海报系列。"

## 影响与逝世
比尔对字体的清晰运用在国内外广受赞誉。其作品以鲜明的三原色、指示性箭头与线条构成独特视觉语言。后迁居纽约州乡村，在名为"邓巴顿农场"的居所设立工作室直至196年逝世。1993年，国际平面设计联盟（AGI）追授其终身成就奖。
2007年5月，纽约斯旺拍卖行以38,400美元拍出比尔1939年为农村电气化管理局设计的摄影蒙太奇海报，创下其作品拍卖纪录。